# Gimnàstica als Jocs Olímpics d'estiu de 1928 - concurs complet per equips masculí
El concurs complet per equips masculí va ser una de les vuit proves de gimnàstica artística que es van disputar als Jocs Olímpics d'Amsterdam de 1928. La prova es disputà entre el 8 i el 10 d'agost de 1928 i hi van prendre part 88 gimnastes d'11 nacions diferents.

## Medallistes
| Or | Plata | Bronze |
| SuïssaHans Grieder · August Güttinger · Hermann Hänggi · Eugen Mack · Georges Miez · Otto Pfister · Eduard Steinemann · Melchior Wezel | TxecoslovàquiaJosef Effenberger · Jan Gajdoš · Jan Koutný · Emanuel Löffler · Bedřich Šupčík · Ladislav Tikal · Ladislav Vácha · Václav Veselý | Iugoslàvia Edvard Antosiewicz · Dragutin Cioti · Stane Derganc · Boris Gregorka · Anton Malej · Janez Porenta · Jože Primožič · Leon Štukelj |

## Resultats
| Pos. | Nació          | Gimnasta | Punts Totals | Punts per aparells | Punts per aparells | Punts per aparells | Punts per aparells | Punts per aparells | Punts per aparells |
| Pos. | Nació          | Gimnasta | Punts Totals | Salt sobre cavall  | Paral·leles        | Barra fixa         | Anelles            | Cavall amb arcs    | Figures            |
| ---- | -------------- | --- | ------------ | ------------------ | ------------------ | ------------------ | ------------------ | ------------------ | ------------------ |
| 1    | Suïssa         | Georges Miez, Hermann Hänggi, Eugen Mack, Melchior Wezel, Eduard Steinemann, August Güttinger, Hans Grieder, Otto Pfister             | 1718,625     | 165,375            | 309,750            | 334,000            | 307,250            | 337,500            | 264,750            |
| 2    | Txecoslovàquia | Emanuel Löffler, Ladislav Vácha, Jan Gajdoš, Josef Effenberger, Bedrich Šupcík, Václav Veselý, Jan Koutný, Ladislav Tikal             | 1714,500     | 153,500            | 319,750            | 322,750            | 327,000            | 305,000            | 286,500            |
| 3    | Iugoslàvia     | Leon Štukelj, Josip Primožic, Anton Malej, Edvard Antonijevic, Boris Gregorka, Janez Porenta, Stane Derganc, Dragutin Cioti           | 1648,750     | 161,750            | 306,500            | 294,250            | 319,500            | 305,000            | 261,750            |
| 4    | França         | Armand Solbach, Georges Leroux, André Lemoine, Jean Larrouy, Étienne Schmitt, Jean Gounot, Antoine Chatelaine, Alfred Krauss          | 1620,750     | 155,500            | 296,500            | 315,250            | 297,000            | 307,500            | 249,000            |
| 5    | Finlàndia      | Mauri Nyberg-Noroma, Heikki Savolainen, Martti Uosikkinen, Jaakko Kunnas, Urho Korhonen, Rafael Ylönen, Kalervo Kinos, Birger Stenman | 1611,250     | 156,000            | 286,500            | 314,500            | 306,000            | 274,500            | 273,750            |
| 6    | Itàlia         | Romeo Neri, Mario Lertora, Vittorio Lucchetti, Ferdinando Mandrini, Giuseppe Lupi, Mario Tambini, Giuseppe Paris, Ezio Roselli        | 1599,125     | 139,125            | 292,250            | 329,000            | 309,250            | 299,250            | 230,250            |
| 7    | Estats Units   | Al Jochim, Glenn Berry, Frank Kriz, Harold Newhart, Frank Haubold, John Pearson, Herman Witzig, Paul Krempel                          | 1519,125     | 155,125            | 276,500            | 284,000            | 268,000            | 286,500            | 249,000            |
| 8    | Països Baixos  | Elias Melkman, Pieter van Dam, Mozes Jacobs, Israel Wijnschenk, Willibrordus Pouw, Jacobus van der Vinden, Klaas Boot, Hugo Licher    | 1364,875     | 138,625            | 228,500            | 251,250            | 250,500            | 244,750            | 251,250            |
| 9    | Luxemburg      | Mathias Logelin, Nic Roeser, Fränz Zouang, Jean-Pierre Urbing, Edouard Grethen, Josy Staudt, Mathias Erang, Albert Neumann            | 1361,000     | 141,750            | 234,500            | 251,250            | 269,750            | 241,000            | 222,750            |
| 10   | Hongria        | István Pelle, Rezso Kende, József Szalai, Miklós Péter, Géza Tóth, Gyula Kunszt, Elemér Pászti, Imre Erdődy                           | 1344,750     | 145,750            | 231,000            | 241,250            | 261,750            | 231,750            | 233,250            |
| 11   | Regne Unit     | Arthur Whitford, E. W. Warren, Bart Cronin, E. A. Walton, T. B. Parkinson, G. C. Raynes, Henry Finchett, Samuel Humphreys             | 1205,000     | 127,500            | 180,000            | 251,500            | 220,250            | 216,750            | 209,000            |